# Peter Loewe
Jan Peter Löwi, känd som Peter Loewe, född 5 september 1962 i Norrköpings Östra Eneby församling i Östergötlands län, är en svensk frilansjournalist och utrikeskorrespondent med Italien som bevakningsområde. Han bor sedan 1985 i Rom och rapporterar för bland annat Dagens Nyheter.
Som korrespondent har Peter Loewe i hög utsträckning rapporterat om italiensk inrikespolitik, men intresserar sig även för kultur, den italienska maffian samt film och matlagning. Han har tidigare jobbat på tidningen Nerikes Allehanda. År 2007 publicerades hans bok Det goda Italien: mat, människor och recept.
Peter Loewe växte upp i Bromma, Stockholm. Fadern hette Walter Löwi, men var mer känd som journalisten och författaren Walter Loewe, och modern hette Margot Elna Irene, ogift Svensson.